# Mas dels Noguers
El Mas dels Noguers és una masia de Girona inclosa a l'Inventari del Patrimoni Arquitectònic de Catalunya.

## Descripció
Masia de planta baixa i dos pisos formada per dos parts, la de la dreta (núm. 116) més allargassada en planta que la de l'esquerra (núm. 114). Totes dues formen un sol edifici. La composició és en vertical respecte a les dues portes semi dovellades de planta baixa de pedra polida. La de la dreta està mossegada per un contrafort atalussat. Al primer pis a la dreta hi ha un balcó provinent d'una finestra. A l'esquerra i ha una finestra de llinda planera amb motiu goticitzant floral. Al segon pis hi ha dos finestres, remarcant la de l'esquerra seguint l'estil de la de sota (pel costat esquerre, que és el més antic). Les obertures són de pedra polida.
De dins està totalment modificat. La cantonera és de pedra polida. La façana lateral mostra el frontó del teulat, hi ha dos contraforts triangulars i dues obertures al primer i segon pis de caràcter goticitzant, amb motius florals. Les façanes són arrebossades.

## Història
Datat del segle xvi, aproximadament. Podria ser el Mas Barceló.